# Idrissa Ouédraogo
Idrissa Ouédraogo (Banfora, 21 de janeiro de 1954 – Ouagadougou, 18 de fevereiro de 2018) foi um cineasta e roteirista burquinense.

## Filmografia
- Yam Daabo (1986)
- Yaaba (1989)
- Tilaï (1990)
- Samba Traoré (1993)
- Le Cri du coeur (1994)
- Lumière et compagnie (1995)
- Kini and Adams (1997)
- 11'9"01 September 11 (2002)
- Anger of the Gods (2003)